# Molophilus anthracinus
Molophilus anthracinus är en tvåvingeart som beskrevs av Paul Lackschewitz 1940. Molophilus anthracinus ingår i släktet Molophilus och familjen småharkrankar. Inga underarter finns listade i Catalogue of Life.